# بيتر كورنيليوس
بيتر كورنيليوس (بالألمانية: Carl August Peter Corneliusْْ) هو ملحن وكاتب موسيقي وشاعر ومُترجم ألماني، ولد في 24 ديسمبر 1824 في ماينتس وتوفي في 26 أكتوبر 1874.

## حياته
وُلِد بيتر في 24 ديسمبر 1824 في ماينتس، وقد بدأ في العزف على الكمان والغناء في سِن مُبكّرة، ودرس مع تيكلا غريبل واندال وهاينريش ايسر عام 1841. وقد عاش كورنيليوس مع عمّه الرسام بيتر فون كورنيليوس بين عامَي 1844 - 1852، وخلال تلك الفترة التقى العديد من الشخصيّات البارزة مثل ألكسندر فون هومبولت، والأخوان غريم، وفريدريخ روكرت، وفيلكس مندلسون.
أولى أعمال كورنيليوس الناضجة هي «حلاق بغداد» التي بُنيت على قصّة الحلّاق وإخوانِه الستّة التي وردت في كتاب ألف ليلة وليلة، وقد ألّفها أثناء إقامته في فايمار بين عامَي 1852–1858. ثُم انتقل بعدها إلى فيينا حيثُ أقام فيها خمس سنوات، وهناك بدأت علاقته مع ريتشارد فاغنر. ثم انتقل أخيراً إلى ميونيخ عام 1864، حيث تزوّج هناك وصارَ أباً لأربعة أطفال.
وتوفي بيتر في ماينتس في 26 أكتوبر 1874 ودُفِن هناك.

## روابط خارجية
- بيتر كورنيليوس على موقع الموسوعة البريطانية (الإنجليزية)
- بيتر كورنيليوس على موقع ميوزك برينز (الإنجليزية)
- بيتر كورنيليوس على موقع ديسكوغز (الإنجليزية)